# Вусач-великозуб оленерогий
Вуса́ч-великозу́б оленеро́гий (лат. Macrodontia cervicornis, (Linnaeus, 1758) = Macrodontia cervicornis melzeri Tippmann, 1953) — жук з родини вусачів. Належить до найбільших комах на Землі, досягаючи 170 мм в довжину. Розповсюджений у неотропічній області Південної Америки: Колумбія, Еквадор, Перу, Бразилія, Французька Ґвіана, Ґвіана та Суринам. Знаходиться під захистом Міжнародного суюзу охорони природи (IUCN) — вважається таким видом, якому загрожує зникнення через зменшення чисельності.